# Klupper
Der Klupper ist ein 1776 m ü. NHN hoher Berggipfel im Himmelschrofenzug der Allgäuer Alpen. Sein östlicher Ausläufer trennt die Weidegebiete der ehemaligen Hinteren Ringersgundalpe im Süden von denen der ehemaligen Vorderen Ringersgundalpe im Norden.
Werden als Kriterium für einen eigenständigen Berggipfel eine Schartenhöhe von mindestens 30 m sowie als Kriterium für einen eigenständigen Berg eine Schartenhöhe von mindestens 100 m herangezogen, ist der Klupper als Nebengipfel des Hinteren Wildgundkopfs zu betrachten.
Auf den Klupper führt kein markierter Weg. Er ist touristisch unbedeutend und kann weglos von der Hinteren Ringersgundalpe unschwierig erreicht werden.